# یلنا دیمیتریویچ (بازیکن فوتبال)
یلنا دیمیتریویچ (انگلیسی: Jelena Dimitrijević؛ زادهٔ ۲۶ اوت ۱۹۸۶) بازیکن فوتبال اهل صربستان است.
وی همچنین در تیم ملی فوتبال Serbia بازی کرده‌است.